# Косача (оружје)
Косача је врста средњовековног хладног оружја код Јужних Словена, укривљена попут косе, али оштра са обе стране. Она је могла да прободе противника као копље, али и да га посече као сабља. На дну има левкасту шупљину за дрвени насад. Овај је насад био краћи за пешадију, а дужи за коњанике. Сачувани средњовековни примерак косаче, у Црној Гори, дугачак је 75 cm.